# 新博伊恩
新博伊恩是德国巴伐利亚州的一个市镇。总面积15.32平方公里，总人口4355人(2023年12月31日），人口密度284人/平方公里。